# Mejanas d'Alèst
Mejanas d'Alèst (en francès Méjannes-lès-Alès) és un municipi francès situat al departament del Gard i a la regió d'Occitània.